# Seznam českých osobních železničních vozů
Seznam českých osobních železničních vozů uvádí vozy klasické stavby, které používaly nebo používají české společnosti provozující veřejnou osobní železniční dopravu.

## Vysvětlivky
- V této tabulce jsou uváděny standardní parametry pro dané typy vozů. Mohou však existovat jednotlivé kusy nebo i celé série vozů daného typu s odlišnými parametry. Tyto odlišnosti jsou obvykle uvedeny u popisu příslušného typu vozu.
- Pokud u daného vozu nějaký údaj nemá smysl, je místo údaje uveden znak „—“. Pokud je políčko prázdné, údaj není znám.
- Sloupec ks obsahuje počet kusů vyrobených (nebo koupených) pro ČD / ČSD nebo počet kusů koupených RJ.
- Podbarvením jsou označeny vozy, které

| byly vyrobeny nebo zakoupeny pouze jako jeden nebo maximálně dva prototypy; |
| byly vyráběny nebo dováženy ve velkých sériích (celkem přes 50 ks).         |

## České dráhy aČeskoslovenské státní dráhy

### Vozy první třídy
| Obrázek | Označení  | Označení  | Označení  | Označení   | Interval    | Typ dle UIC | Max. rychlost [km/h] | Míst k sezení | Rok výroby (rekonstrukce) | ks  | Výrobce                                        |
| Obrázek | 1957–1982 | 1983–1989 | 1990–2000 | 2001–dosud | Interval    | Typ dle UIC | Max. rychlost [km/h] | Míst k sezení | Rok výroby (rekonstrukce) | ks  | Výrobce                                        |
| ------- | --------- | --------- | --------- | ---------- | ----------- | ----------- | -------------------- | ------------- | ------------------------- | --- | ---------------------------------------------- |
|         | Aa        | Am        | A         | A149       | 51 54 19-41 | UIC-Y       | 140                  | 54            | 1972–1978                 | 110 | VEB Waggonbau Bautzen                          |
|         | Aa        | Am        | A         | A150       | 50 54 19-46 | UIC-Y       | 140                  | 54            | 1967–1971                 | 125 | VEB Waggonbau Bautzen                          |
|         | Aa        | Am        | A         | A151       | 50 54 19-41 | UIC-Y       | 140                  | 54            | 1972–1978                 | 110 | VEB Waggonbau Bautzen                          |
|         | —         | —         | —         | Aee140     | 61 54 19-70 | UIC-Y       | 160                  | 54            | 2011                      | 9   | ŽOS Trnava, reko Aee147                        |
|         | —         | —         | —         | Aee142     | 61 54 19-70 | UIC-Y       | 160                  | 54            | 2008                      | 6   | ŽOS Trnava, reko Aee147                        |
|         | —         | —         | Aee       | Aee145     | 61 54 19-51 | UIC-Y       | 140                  | 54            | 2000–2006                 | 12  | ŽOS České Velenice, reko Aee152                |
|         | —         | —         | Aeel      | Aee147     | 51 54 19-70 | UIC-Y       | 160                  | 54            | 1996–1997                 | 15  | DVJ Dunakeszi, MOVO Plzeň, reko z B251 a Bt277 |
|         | —         | —         | Aee       | Aee152     | 50 54 19-38 | UIC-Y       | 140                  | 54            | 1995–2001                 | 18  | ŽOS České Velenice, reko z A a AB              |
|         | —         | Amee      | Amee      | —          | 50 54 11-38 | UIC-X       | 160                  | 66            | 1987                      | 40  | VEB Waggonbau Bautzen                          |
|         | —         | —         | —         | Ampz143    | 73 54 10-91 | UIC-Z       | 200                  | 58            | 2006                      | 11  | SKV Praha                                      |
|         | —         | —         | Ampz      | Ampz146    | 73 54 10-91 | UIC-Z       | 200                  | 58            | 1998–1999                 | 9   | SGP Siemens, MSV Studénka                      |
|         | —         | —         | —         | Amz138     | 73 81 19-91 | UIC-Z       | 200                  | 46            | 2006–2007                 | 4   | ÖBB-Technische Services GmbH pro ÖBB           |
|         | —         | —         | —         | Apee139    | 61 54 10-70 | UIC-Y       | 160                  | 60            | 2011–2012                 | 10  | MOVO Plzeň, reko z Apee148, Apee144 a Apee141  |
|         | —         | —         | —         | Apee141    | 61 54 10-70 | UIC-Y       | 160                  | 60            | 2008                      | 5   | MOVO Plzeň, reko z Apee148                     |
|         | —         | —         | —         | Apee144    | 61 54 10-70 | UIC-Y       | 160                  | 60            | 2006                      | 2   | MOVO Plzeň, reko z Apee148                     |
|         | —         | —         | Ahee      | Apee148    | 51 54 10-70 | UIC-Y       | 160                  | 60            | 1996–1997                 | 10  | DVJ Dunakeszi, MOVO Plzeň, reko z B251 a Bt277 |

### Kombinované vozy první adruhé třídy
| Obrázek | Označení  | Označení  | Označení  | Označení   | Interval    | Typ dle UIC | Max. rychlost [km/h] | Míst k sezení | Rok výroby (rekonstrukce) | ks  | Výrobce                              |
| Obrázek | 1957–1982 | 1983–1989 | 1990–2000 | 2001–dosud | Interval    | Typ dle UIC | Max. rychlost [km/h] | Míst k sezení | Rok výroby (rekonstrukce) | ks  | Výrobce                              |
| ------- | --------- | --------- | --------- | ---------- | ----------- | ----------- | -------------------- | ------------- | ------------------------- | --- | ------------------------------------ |
|         | —         | ABa       | AB        | AB349      | 51 54 39-41 | UIC-Y       | 140                  | 24 + 40       | 1984                      | 50  | VEB Waggonbau Bautzen                |
|         | ABa       | ABm       | AB        | AB350      | 50 54 39-40 | UIC-Y       | 140                  | 24 + 40       | 1964–1973                 | 298 | VEB Waggonbau Bautzen                |
|         | —         | —         | —         | ABmz346    | 61 54 30-90 | UIC-Z       | 200                  | 24 + 36       | 2001–2010                 | 12  | ÖBB-Technische Services GmbH pro ÖBB |
|         | —         | —         | —         | ABpee347   | 61 54 30-30 | UIC-Y       | 140                  | 30 + 40       | 2013–2014                 | 15  | PESA Bydgoszcz, reko z Bdt279        |

### Vozy druhé třídy
| Obrázek | Označení  | Označení  | Označení  | Označení        | Interval                                        | Typ dle UIC | Max. rychlost [km/h] | Míst k sezení | Rok výroby (rekonstrukce)      | ks             | Výrobce                                                            |
| Obrázek | 1957–1982 | 1983–1989 | 1990–2000 | 2001–dosud      | Interval                                        | Typ dle UIC | Max. rychlost [km/h] | Míst k sezení | Rok výroby (rekonstrukce)      | ks             | Výrobce                                                            |
| ------- | --------- | --------- | --------- | --------------- | ----------------------------------------------- | ----------- | -------------------- | ------------- | ------------------------------ | -------------- | ------------------------------------------------------------------ |
|         | Ba        | Bm        | B         | B244            | 51 54 20-41                                     | UIC-Y       | 140                  | 80            | 1974–1985                      | 816            | VEB Waggonbau Bautzen                                              |
|         | Ba        | Bm        | B         | B249            | 51 54 20-41                                     | UIC-Y       | 140                  | 80            | 1974–1985                      | 816            | VEB Waggonbau Bautzen                                              |
|         | Ba        | Bm(z)     | B         | B250            | 50 54 20-80 50 54 20-10 50 54 20-40 50 54 20-41 | UIC-Y       | 140 120 140          | 80            | 1965–1968 1969–1971 1972 –1973 | 235 214 40 175 | VEB Waggonbau Bautzen                                              |
|         | Ba        | Bm        | B         | B251            | 50 54 20-80 50 54 20-10                         | UIC-Y       | 140                  | 80            | 1965–1968 1969–1970            | 295 190        | RABA Györ                                                          |
|         | —         | —         | —         | B251            | 50 54 29-42                                     | UIC-Y       | 140                  | 60            | 2016                           | 12             | přeznačení několika vozů řady A151                                 |
|         | —         | —         | B         | B255            | 50 54 29-41 50 54 29-48                         | UIC-Y       | 140                  | 72            | počátek 90. let                | 38             | Jednotlivá DKV, reko z Bc                                          |
|         | Ba        | Bm        | B         | B256            | 50 54 20-41                                     | UIC-Y       | 140                  | 80            | 1974–1985                      | 816            | VEB Waggonbau Bautzen                                              |
|         | —         | —         | —         | Bd264           | 50 54 20-41 50 54 29-41                         | UIC-Y       | 140                  | 80 72         | 2010–2012                      | 1 49           | ATECO Bubny, reko z B256 a B249                                    |
|         | —         | —         | —         | Bdmpee233       | 61 54 20-71                                     | UIC-Z       | 160                  | 80            | 2013–2014                      | 40             | Pars nova, reko z Bmee248                                          |
|         | —         | —         | Bymee     | Bdmpee253       | 50 54 22-44                                     | UIC-X       | 160                  | 68            | 1992                           | 1              | VEB Waggonbau Bautzen, reko z Bdmtee281                            |
|         | —         | —         | —         | Bdmpz227        | 61 54 29-91                                     | UIC-Z       | 200                  | 72            | 2015                           | 9              | Pars nova, reko z Bmz235                                           |
|         | —         | —         | —         | Bdmtee263       | 50 54 20-82                                     | UIC-X       | 160                  | 74            | 2008, 2011                     | 6              | MOVO Plzeň, reko z Bdmtee281                                       |
|         | —         | —         | —         | Bdmtee265       | 50 54 20-82                                     | UIC-X       | 160                  | 80            | 2013                           | 4              | Pars nova, reko z Bdmtee281                                        |
|         | —         | —         | —         | Bdmtee266       | 50 54 20-82                                     | UIC-X       | 160                  | 82            | 2013                           | 4              | Pars nova, reko z Bdmtee281                                        |
|         | —         | —         | —         | Bdmtee267       | 50 54 22-44                                     | UIC-X       | 160                  | 80            | 2019                           | 1              | DPOV, reko z Bdmtee275                                             |
|         | —         | —         | —         | Bdmtee275       | 50 54 22-44                                     | UIC-X       | 160                  | 96            | 2004–2007, 2012                | 83             | DKV Česká Třebová, Janoza, reko z Bdmtee281                        |
|         | —         | Bymee     | Bymee     | Bdmtee281       | 50 54 22-44                                     | UIC-X       | 160                  | 96            | 1989–1990                      | 320            | VEB Waggonbau Bautzen                                              |
|         | —         | —         | —         | Bdmteeo294      | 50 54 26-18                                     |             | 100                  | 126           | 2010–2011                      | 16             | ŽOS České Velenice, reko z Bmto292, Bmteeo290 a Bmteeo293          |
|         | —         | —         | —         | Bdmteeo296      | 50 54 26-18                                     |             | 100                  | 126           | 2016                           | 7              | Pars nova, reko z Bmto292                                          |
|         | —         | —         | —         | Bdmz223         | 61 54 20-91                                     | UIC-Z       | 200                  | 60            | 2019                           | 4              | Pars nova, reko všech vozů Bmz230                                  |
|         | —         | —         | —         | Bdpee231        | 61 54 20-71                                     | UIC-Y       | 160                  | 72            | 2015                           | 31             | Pars nova, reko z Bp282                                            |
|         | —         | —         | —         | Bdt252          | 50 54 28-19                                     | UIC-Y       | 120                  | 52            | 2002                           | 1              | ŽOS České Velenice, reko z Bt278                                   |
|         | —         | —         | —         | Bdt261          | 50 54 20-19                                     | UIC-Y       | 120                  | 80            | 2008                           | 1              | ŽOS České Velenice, reko z Bt278                                   |
|         | —         | —         | —         | Bdt262          | 50 54 20-19                                     | UIC-Y       | 120                  | 80            | 2007–2012                      | 19             | ŽOS České Velenice, KOS Krnov, reko z Bt278 a Bt283                |
|         | —         | Btme      | Bte       | Bdt279          | 50 54 20-19                                     | UIC-Y       | 120                  | 88            | 1986–1987                      | 195            | Vagónka Studénka                                                   |
|         | —         | —         | Bte       | Bdt280          | 50 54 20-19                                     | UIC-Y       | 120                  | 88            | 1990–1991                      | 200            | Vagónka Studénka                                                   |
|         | —         | —         | —         | Bdtee276        | 50 54 20-46                                     | UIC-Y       | 140                  |               | 2014                           | 26             | KOS Krnov, reko z Bdt279                                           |
|         | —         | —         | —         | Bdtee286        | 50 54 20-19                                     | UIC-Y       | 120                  | 80            | 2007–2008, 2013                | 10             | ŽOS České Velenice, KOS Krnov, reko z Bt283                        |
|         | —         | —         | —         | Bdtee287        | 50 54 20-19                                     | UIC-Y       | 120                  | 80            | 2007–2008                      | 7              | ŽOS České Velenice, reko z Bt278 a Btee285                         |
|         | —         | —         | —         | Bee238          | 61 54 20-70                                     | UIC-Y       | 160                  | 60            | 2010–2011                      | 25             | reko z Bee246 a Bee240                                             |
|         | —         | —         | —         | Bee240          | 61 54 20-70                                     | UIC-Y       | 160                  | 60            | 2008–2009                      | 20             | ŽOS Trnava, reko z Bee246                                          |
|         | —         | Bm        | B         | Bee243          | 51 54 20-41                                     | UIC-Y       | 140                  | 80 60         | 1985 2003                      | 8              | VEB Waggonbau Bautzen KOS Krnov                                    |
|         | —         | —         | Beel      | Bee246          | 51 54 20-70                                     | UIC-Y       | 160                  | 60            | 1997–1998                      | 40             | MOVO Plzeň, DVJ Dunakeszi, reko z B251, Bc, Bt277                  |
|         | —         | —         | Bee       | Bee272          | 50 54 20-38                                     | UIC-Y       | 140                  | 58            | 1992, 1996–1997                | 34             | ŽOS České Velenice, reko z B a Bc                                  |
|         | —         | —         | Beer      | Beer Bee273     | 50 54 20-38                                     | UIC-Y       | 140                  | 52–53         | 1992–1995                      | 34             | MOVO Plzeň, reko z B a BDs                                         |
|         | —         | —         | —         | Bg260           | 50 54 20-80 50 54 20-10 50 54 20-40 50 54 20-41 | UIC-Y       | 140 120 140          | 72            | 2001–2010                      | 80             | Jednotlivá DKV, reko z B250                                        |
|         | —         | —         | —         | Bmee234         | 51 81 21-70 50 81 21-70                         | UIC-Z       | 160                  | 66            | 1980–1982                      | 23 7           | SGP Simmering pro ÖBB                                              |
|         | —         | —         | —         | Bmee235 Bmee234 | 61 81 21-70                                     | UIC-Z       | 160                  | 66            | 2001–2009                      | 2              | SGP Simmering pro ÖBB                                              |
|         | —         | Bmee      | Bmee      | —               | 50 54 21-38                                     | UIC-Z       | 160                  | 88            | 1986–1987                      | 90             | VEB Waggonbau Bautzen                                              |
|         | —         | —         | Bmee      | Bmee248         | 51 54 21-70                                     | UIC-Z       | 160                  | 66            | 1994–1995                      | 50             | ŽOS České Velenice, MOVO Plzeň, ŽOS Česká Lípa, reko z Amee a Bmee |
|         | —         | —         | —         | Bmteeo290       | 50 54 26-18                                     |             | 100                  | 126           | 2001                           | 1              | ŽOS Nymburk, reko z Bmto292                                        |
|         | —         | —         | —         | Bmteeo293       | 50 54 26-18                                     |             | 100                  | 126           | 2009                           | 3              | ŽOS Nymburk, reko z Bmto292                                        |
|         | Bap       | Bmo       | Bmo       | Bmto292         | 50 54 26-18                                     |             | 100                  | 126           | 1976                           | 50             | Waggonbau Görlitz                                                  |
|         | —         | —         | —         | Bmz224          | 61 81 20-90                                     | UIC-Z       | 200                  | 60            | 2019                           | 3              | DPOV Nymburk, reko z Bmz232                                        |
|         | —         | —         | —         | Bmz225          | 61 81 21-90                                     | UIC-Z       | 200                  | 66            | 2004–2008                      | 14             | ÖBB-Technische Services GmbH pro ÖBB                               |
|         | —         | —         | —         | Bmz226          | 61 81 21-90                                     | UIC-Z       | 200                  | 66            | 2001–2009                      | 20             | ÖBB-Technische Services GmbH pro ÖBB                               |
|         | —         | —         | —         | Bmz229          | 61 81 20-90                                     | UIC-Z       | 200                  | 60            | 2002–2010                      | 12             | ÖBB-Technische Services GmbH pro ÖBB                               |
|         | —         | —         | —         | Bmz230          | 61 54 21-91                                     | UIC-Z       | 200                  | 66            | 2015                           | 4              | Pars nova, reko z Bmz235                                           |
|         | —         | —         | —         | Bmz232          | 61 81 21-90                                     | UIC-Z       | 200                  | 66            | 2003–2009                      | 6              | SGP Simmering pro ÖBB                                              |
|         | —         | —         | —         | Bmz235          | 61 81 21-91                                     | UIC-Z       | 200                  | 66            | 2002–2010                      | 42             | SGP Simmering pro ÖBB, SGP Graz pro ÖBB, reko ?                    |
|         | —         | —         | —         | Bmz241          | 73 54 21-91                                     | UIC-Z       | 200                  | 66            | 2006–2007                      | 15             | SKV Praha                                                          |
|         | —         | —         | Bmz       | Bmz245          | 73 54 21-91                                     | UIC-Z       | 200                  | 66            | 1999–2000                      | 26             | SGP Siemens Wien, MSV Studénka                                     |
|         | —         | —         | Bte Bpe   | Bp282           | 50 54 21-08                                     | UIC-Y       | 120                  | 86            | 1991–1992                      | 84             | Vagónka Studénka                                                   |
|         | —         | —         | —         | Bpee237         | 61 54 20-70                                     | UIC-Y       | 160                  | 78            | 2010–2012                      | 34             | MOVO Plzeň, reko z Bpee247, Bpee242 a Bpee239                      |
|         | —         | —         | —         | Bpee239         | 61 54 20-70                                     | UIC-Y       | 160                  | 78            | 2008                           | 7              | MOVO Plzeň, reko z Bpee247                                         |
|         | —         | —         | —         | Bpee242         | 61 54 20-70                                     | UIC-Y       | 160                  | 78            | 2006                           | 3              | DKV, reko z Bpee247                                                |
|         | —         | —         | Bhee      | Bpee247         | 51 54 20-70                                     | UIC-Y       | 160                  | 78            | 1996–1997                      | 35             | MOVO Plzeň, DVJ Dunakeszi, reko z B251 a Bt277                     |
|         | Bai       | Bhm       | Bh        | Bt277           | 50 54 21-18                                     | UIC-Y       | 120                  | 88            | 1966–1974                      | 918            | MVG Györ                                                           |
|         | Bai       | Btm       | Bt        | Bt278           | 50 54 21-19                                     | UIC-Y       | 120                  | 88            | 1969–1975                      | 527            | Vagónka Studénka                                                   |
|         | —         | —         | —         | Bt283           | 50 54 21-19                                     | UIC-Y       | 120                  | 88            | 2004–2011                      | 137            | ŽOS České Velenice, reko z Bt278                                   |
|         | —         | —         | —         | Bt288           | 50 54 21-17                                     | UIC-Y       | 120                  | 88            | 2008                           | 4              | ŽOS České Velenice, reko z Bt278 a Bt283                           |
|         | —         | —         | —         | Btee284         | 50 54 21-19                                     | UIC-Y       | 120                  | 88            | 2005–2006                      | 2              | ŽOS České Velenice, reko z Bt278 a Bt283                           |
|         | —         | —         | —         | Btee285         | 50 54 21-19                                     | UIC-Y       | 120                  | 88            | 2005–2007                      | 9              | ŽOS České Velenice, reko z Bt278                                   |
|         | —         | —         | —         | Btee289         | 50 54 21-08                                     | UIC-Y       | 120                  | 88            | 2008–2009                      | 9              | ŽOS České Velenice, reko z Bdt279                                  |
|         | —         | —         | —         | Bvt453          | 50 54 84-46                                     | UIC-Y       | 140                  | 40            | 2007                           | 2              | ATECO Bubny, reko z BDs450                                         |

### Víceúčelové vozy
| Obrázek | Označení  | Označení  | Označení  | Označení            | Interval                | Typ dle UIC | Max. rychlost [km/h] | Míst k sezení | Rok výroby (rekonstrukce) | ks  | Výrobce                                                                       |
| Obrázek | 1957–1982 | 1983–1989 | 1990–2000 | 2001–dosud          | Interval                | Typ dle UIC | Max. rychlost [km/h] | Míst k sezení | Rok výroby (rekonstrukce) | ks  | Výrobce                                                                       |
| ------- | --------- | --------- | --------- | ------------------- | ----------------------- | ----------- | -------------------- | ------------- | ------------------------- | --- | ----------------------------------------------------------------------------- |
|         | —         | —         | —         | Bbdgmee236          | 61 54 84-71             | UIC-Z       | 160                  | 41            | 2012–2014                 | 64  | ŽOS Trnava, MOVO Plzeň, Pars nova, reko z BDhmsee451, BDhmsee448 a BDbmsee447 |
|         | —         | BDmeer    | BDmeer    | BDbmrsee BDbmsee447 | 51 54 82-70             | UIC-Z       | 160                  | 46 / 36       | 1987–1988                 | 26  | VEB Waggonbau Bautzen                                                         |
|         | —         | BDmee     | BDmee     | BDbmsee BDhmsee448  | 51 54 82-70             | UIC-Z       | 160                  | 46 / 36       | 1987                      | 74  | VEB Waggonbau Bautzen                                                         |
|         | —         | BDmee     | BDmee     | BDbmsee BDhmsee451  | 50 54 82-70 50 54 82-78 | UIC-Z       | 160                  | 46 / 36       | 1987                      | 74  | VEB Waggonbau Bautzen                                                         |
|         | BDa       | BDms      | BDs       | BDs449              | 51 54 82-40             | UIC-Y       | 140                  | 40            | 1974–1981                 | 441 | VEB Waggonbau Bautzen                                                         |
|         | BDa       | BDms      | BDs       | BDs450              | 50 54 82-40             | UIC-Y       | 140                  | 40            | 1974–1981                 | 441 | VEB Waggonbau Bautzen                                                         |
|         | —         | —         | —         | BDsee454            | 50 54 82-40             | UIC-Y       | 140                  | 40            | 2009–2012                 | 12  | MOVO Plzeň, reko z BDs450                                                     |
|         | —         | —         | —         | Bhmpz228            | 61 54 20-91             | UIC-Z       | 200                  | 58            | 2015                      | 9   | Pars nova, reko z Bmz235                                                      |

### Lehátkové vozy
| Obrázek | Označení  | Označení  | Označení  | Označení   | Interval                                        | Typ dle UIC | Max. rychlost [km/h] | Počet lehátek | Rok výroby (rekonstrukce) | ks       | Výrobce                                      |
| Obrázek | 1957–1982 | 1983–1989 | 1990–2000 | 2001–dosud | Interval                                        | Typ dle UIC | Max. rychlost [km/h] | Počet lehátek | Rok výroby (rekonstrukce) | ks       | Výrobce                                      |
| ------- | --------- | --------- | --------- | ---------- | ----------------------------------------------- | ----------- | -------------------- | ------------- | ------------------------- | -------- | -------------------------------------------- |
|         |           |           |           | Bc663      | 51 54 59-80 60 54 29-48 51 54 59-41 51 54 55-80 | UIC-Y       | 140                  | 54            |                           | 22 7 2 1 | VEB Waggonbau Bautzen                        |
|         |           |           |           | Bcee663    | 51 54 59-41                                     | UIC-Y       | 140                  | 54            |                           | 6        | MOVO Plzeň                                   |
|         | Bac       | Bcm       | Bc        | Bc833      | 51 54 59-41 51 54 59-80                         | UIC-Y       | 140 160              | 54            | 1984, 1989, 1999          | 60       | VEB Waggonbau Bautzen                        |
|         |           |           |           | Bc841      | 51 54 59-41 51 54 59-30                         | UIC-Y       | 140 160              | 54            | 1975–1980 2009            | 150 1    | VEB Waggonbau Bautzen                        |
|         |           |           |           | Bcee841    | 51 54 59-72                                     | UIC-Y       | 160                  | 44            | 2012                      | 1        | MOVO Plzeň                                   |
|         |           |           |           | Bcm841     | 51 54 55-80                                     | UIC-Z       | 160                  |               |                           | 1        | VEB Waggonbau Bautzen, vyčleněný vůz BRcm831 |
|         | Bac       | Bcm       | Bc        | Bc842      | 51 54 55-40 51 54 55-80 51 54 57-80             | UIC-Y       | 140 160              | 54 48 / 54 54 |                           | 3 18 1   | VEB Waggonbau Bautzen                        |
|         | —         | —         | —         | Bcmz834    | 61 81 59-70                                     | UIC-Z       | 160                  | 54            | 2004–2010                 | 9        |                                              |

### Lůžkové vozy
| Obrázek | Označení  | Označení  | Označení  | Označení   | Interval    | Typ dle UIC | Max. rychlost [km/h] | Počet lůžek | Rok výroby (rekonstrukce) | ks | Výrobce                    |
| Obrázek | 1957–1982 | 1983–1989 | 1990–2000 | 2001–dosud | Interval    | Typ dle UIC | Max. rychlost [km/h] | Počet lůžek | Rok výroby (rekonstrukce) | ks | Výrobce                    |
| ------- | --------- | --------- | --------- | ---------- | ----------- | ----------- | -------------------- | ----------- | ------------------------- | -- | -------------------------- |
|         | —         | WLAB      | WLAB      | WLAB821    | 52 54 70-40 | UIC-Y       | 140                  | 30          | 1981                      | 51 | VEB Waggonbau Görlitz      |
|         | —         | WLABm     | WLAB      | WLAB822    | 51 54 70-80 | UIC-Y       | 140 / 160            | 30          | 1984–1985                 | 33 | VEB Waggonbau Görlitz      |
|         | —         | —         | —         | WLABee824  | 52 54 70-40 | UIC-Y       | 140                  | 30          | 2005–2006                 | 18 | Pars nova, reko z WLAB821  |
|         | —         | —         | WLABm     | WLABmee823 | 61 54 70-71 | UIC-Z       | 160                  | 10–30       | 2000–2001                 | 9  | MOVO Plzeň, reko z Bmee248 |
|         | —         | —         | —         | WLABmz826  | 61 54 72-91 | UIC-Z       | 200                  | 36          | 2006–2007                 | 12 | Siemens Maribor            |

### Bistro vozy
| Obrázek | Označení  | Označení  | Označení  | Označení   | Interval    | Typ dle UIC | Max. rychlost [km/h] | Míst k sezení | Rok výroby (rekonstrukce) | ks    | Výrobce                                  |
| Obrázek | 1957–1982 | 1983–1989 | 1990–2000 | 2001–dosud | Interval    | Typ dle UIC | Max. rychlost [km/h] | Míst k sezení | Rok výroby (rekonstrukce) | ks    | Výrobce                                  |
| ------- | --------- | --------- | --------- | ---------- | ----------- | ----------- | -------------------- | ------------- | ------------------------- | ----- | ---------------------------------------- |
|         | —         | —         | —         | ARmpee829  | 61 54 85-71 | UIC-X       | 160                  | 22 + 14       | 2018                      | 2 / 9 | DPOV Nymburk, reko z WRmee814 a WRmee816 |
|         | —         | —         | —         | ARmpee832  | 61 54 85-71 | UIC-Z       | 160                  | 22 + 14       | 2009–2010                 | 6     | ŽOS Vrútky, reko z BRm830 a BRcm831      |
|         | —         | BRcm      | BRcm      | BRcm831    | 51 54 85-40 | UIC-Z       | 140                  | 40 + 24       | 1984                      | 20    | VEB Waggonbau Bautzen                    |
|         | —         | —         | BRm       | BRm830     | 51 54 85-40 | UIC-Z       | 140                  | 30 + 24       | 1994                      | 6     | ŽOS České Velenice, reko z BRcm831       |

### Restaurační vozy
| Obrázek | Označení  | Označení  | Označení  | Označení   | Interval                | Typ dle UIC | Max. rychlost [km/h] | Míst k sezení | Rok výroby (rekonstrukce) | ks | Výrobce                                                             |
| Obrázek | 1957–1982 | 1983–1989 | 1990–2000 | 2001–dosud | Interval                | Typ dle UIC | Max. rychlost [km/h] | Míst k sezení | Rok výroby (rekonstrukce) | ks | Výrobce                                                             |
| ------- | --------- | --------- | --------- | ---------- | ----------------------- | ----------- | -------------------- | ------------- | ------------------------- | -- | ------------------------------------------------------------------- |
|         | WR        | WRm       | WR        | WR851      | 50 54 88-41 50 54 88-80 | UIC-Y       | 140 160              | 48            | 1976                      | 33 | VEB Waggonbau Bautzen                                               |
|         | WRab      | WRRm      | WRRm      | —          | 51 54 88-41             | UIC-X       | 140                  | 40            | 1978                      | 40 | VEB Waggonbau Bautzen                                               |
|         | —         | —         | WRRm      | WRm812     | 51 54 88-81             | UIC-X       | 140 / 160            | 40            | 1991–1992                 | 4  | ŽOS České Velenice, reko z WRRm                                     |
|         | —         | —         | WRRm      | WRm813     | 51 54 88-81             | UIC-X       | 140 / 160            | 38            | 1991–1992                 | 15 | ŽOS České Velenice, reko z WRRm                                     |
|         | —         | —         | WRRm      | WRmee814   | 61 54 88-81             | UIC-X       | 160                  | 38            | 1994 2011–2012            | 3  | ŽOS České Velenice, reko z WRRm, ŽOS Vrútky, reko bez změny značení |
|         | —         | —         | —         | WRmee816   | 61 54 88-81             | UIC-X       | 160                  | 31            | 2012–2013                 | 18 | ŽOS Vrútky, reko z WRm812 a WRm813                                  |
|         | —         | —         | WRRmz     | WRmz815    | 73 54 88-91             | UIC-Z       | 200                  | 34            | 1997                      | 10 | SGP Siemens, MSV Studénka                                           |
|         | —         | —         | —         | WRmz817    | 61 81 88-90             | UIC-Z       | 200                  | 40            | 2005–2010                 | 4  | ÖBB-Technische Services GmbH pro ÖBB                                |

### Řídicí vozy
| Obrázek | Označení  | Označení  | Označení  | Označení    | Interval    | Typ dle UIC | Max. rychlost [km/h] | Míst k sezení | Rok výroby (rekonstrukce) | ks | Výrobce                           |
| Obrázek | 1957–1982 | 1983–1989 | 1990–2000 | 2001–dosud  | Interval    | Typ dle UIC | Max. rychlost [km/h] | Míst k sezení | Rok výroby (rekonstrukce) | ks | Výrobce                           |
| ------- | --------- | --------- | --------- | ----------- | ----------- | ----------- | -------------------- | ------------- | ------------------------- | -- | --------------------------------- |
|         | —         | —         | —         | ABfhpvee395 | 50 54 80-30 | UIC-Y       | 140                  | 24 + 38       | 2016                      | 3  | Pars nova, reko z Bfhpvee295      |
|         | —         | —         | —         | Bfhpvee295  | 50 54 80-30 | UIC-Y       | 140                  | 70            | 2011–2012                 | 34 | Pars nova, reko z Bt279 a Btee289 |

### Vozy pro přepravu automobilů
| Obrázek | Označení  | Označení  | Označení  | Označení   | Interval    | Max. rychlost [km/h] | Kapacita | Rok výroby (rekonstrukce) | ks | Výrobce                    |
| Obrázek | 1957–1982 | 1983–1989 | 1990–2000 | 2001–dosud | Interval    | Max. rychlost [km/h] | Kapacita | Rok výroby (rekonstrukce) | ks | Výrobce                    |
| ------- | --------- | --------- | --------- | ---------- | ----------- | -------------------- | -------- | ------------------------- | -- | -------------------------- |
|         | —         | —         | —         | DDm915     | 51 81 98-70 | 160                  | 10       | 1982–1986                 | 13 | Jenbacher Werke AG pro ÖBB |

## RegioJet

### Vozy první třídy
| Obrázek | Označení | Interval                | Typ dle UIC | Max. rychlost [km/h] | Míst k sezení | Rok výroby (rekonstrukce) | ks    | Výrobce                       |
| ------- | -------- | ----------------------- | ----------- | -------------------- | ------------- | ------------------------- | ----- | ----------------------------- |
|         | Ampz     | 61 81 18-91 61 81 18-95 | UIC-Z       | 200                  | 48            | 2002–2010 2005–2010       | 12 11 | Jenbacher pro ÖBB SGP pro ÖBB |
|         | Amz      | 61 81 19-90             | UIC-Z       | 200                  | 54            | 1977                      | 12    | SGP pro SBB                   |
|         | ASmz     | 61 81 89-90             | UIC-Z       | 200                  | 39            | 2005–2006                 | 2     | SGP Simmering pro ÖBB         |

### Kombinované vozy první adruhé třídy
| Obrázek | Označení | Interval    | Typ dle UIC | Max. rychlost [km/h] | Míst k sezení | Rok výroby (rekonstrukce) | ks | Výrobce               |
| ------- | -------- | ----------- | ----------- | -------------------- | ------------- | ------------------------- | -- | --------------------- |
|         | ABmz     | 61 81 30-90 | UIC-Z       | 200                  | 24 + 24       | 2001–2009                 | 17 | SGP Simmering pro ÖBB |

### Vozy druhé třídy
| Obrázek | Označení | Interval                            | Typ dle UIC | Max. rychlost [km/h] | Míst k sezení | Rok výroby (rekonstrukce)     | ks     | Výrobce                                       |
| ------- | -------- | ----------------------------------- | ----------- | -------------------- | ------------- | ----------------------------- | ------ | --------------------------------------------- |
|         | Bmpz     | 61 81 20-90                         | UIC-Z       | 200                  | 80            | 2014–2015                     | 1 / 10 | ASTRA Vagoane Călători                        |
|         | Bmz      | 61 81 21-90 61 81 21-91 61 81 28-91 | UIC-Z       | 200                  | 66 48 + 6     | 2001–2009 2002–2010 2002–2010 | 7 2 9  | SGP Graz, SGP Simmering a Fiat Torino pro ÖBB |

### Jídelní vozy
| Obrázek | Označení | Interval    | Typ dle UIC | Max. rychlost [km/h] | Míst k sezení | Rok výroby (rekonstrukce) | ks | Výrobce               |
| ------- | -------- | ----------- | ----------- | -------------------- | ------------- | ------------------------- | -- | --------------------- |
|         | WRmz     | 61 81 88-90 | UIC-Z       | 200                  | 40            | 2005–2010                 | 7  | SGP Simmering pro ÖBB |